# Psilodontria viridescens
Psilodontria viridescens är en skalbaggsart som beskrevs av Thomas Broun 1895. Psilodontria viridescens ingår i släktet Psilodontria och familjen Melolonthidae. Inga underarter finns listade i Catalogue of Life.